# Silverado Resort
Silverado Resort è un census-designated place (CDP) degli Stati Uniti d'America, situato nello stato della California, nella contea di Napa.